# هورست استفن
هورست استفن (آلمانی: Horst Steffen؛ زادهٔ ۳ مارس ۱۹۶۹) بازیکن بازنشسته و سرمربی فوتبال اهل آلمان است که در حال حاضر هدایت باشگاه فوتبال الفرسبرگ در بوندس‌لیگا ۲ را برعهده دارد.
از باشگاه‌هایی که در آن بازی کرده‌است می‌توان به باشگاه فوتبال اوردینگن ۰۵، باشگاه فوتبال دویسبورگ، باشگاه فوتبال بروسیا مونشن‌گلادباخ و باشگاه ورزشی پروسیا مونستر اشاره کرد.
وی همچنین در تیم ملی فوتبال زیر ۲۱ سال آلمان بازی کرده‌است.

## افتخارت
بروسیا مونشن‌گلادباخ
- نائب قهرمان جام حذفی آلمان: ۹۲–۱۹۹۱

دویسبورگ
- نائب قهرمان جام حذفی آلمان: ۹۸–۱۹۹۷